# 王根華
王 根華（おう こんか、簡体字中国語: 王根华、拼音: Wáng Gēnhuá）は、中華人民共和国の外交官で、現職の在札幌中華人民共和国総領事。江蘇省海安市出身。

## 生涯
王根華は復旦大学世界経済学部を卒業し、在パプアニューギニア大使館で政務参事官を務めた。
2017年より外交部政策規画司参事官。2019年より在ニュージーランド大使館で政務参事官を務め、その後、公使参事官に昇進した。
2024年3月、在札幌中華人民共和国総領事に就任。